# Tylos exiguus
Tylos exiguus is een pissebeddensoort uit de familie van de Tylidae. De wetenschappelijke naam van de soort is voor het eerst geldig gepubliceerd in 1910 door Stebbing.